# Serra do Caldeirão
A Serra do Caldeirão marca a fronteira entre, por um lado, o Litoral e o Barrocal algarvios e, por outro, as peneplanícies do Baixo Alentejo. Faz parte do maciço antigo e é constituída por xisto-grauvaque, rocha que origina solos finos e pouco férteis. O seu ponto mais alto localiza-se no Algarve (Pelados 589 m – Cavalos do Caldeirão – Loulé), sendo o Pico do Mú (São Barnabé – Almodôvar) o 2º ponto mais alto com 577 m. Nos concelhos de Tavira (Alcaria do Cume 535 m), São Brás de Alportel (Menta 515 m; Quatrelas 521 m; Águia 529 m) e de Loulé possui diversos pontos em que ultrapassa os 500 m.
Apesar da sua modesta altitude, forma uma paisagem muito peculiar, onde elevações arredondadas, os cerros, são cortadas por uma densa rede hidrográfica, constituída na sua maior parte por cursos de água temporários. O relevo é por este motivo bastante acidentado em diversos pontos.
A serra do Caldeirão tem influência climática considerável. Constitui uma barreira física à passagem dos ventos frios do quadrante norte e às depressões de noroeste, contribuindo para a existência de um clima mediterrânico no litoral algarvio, com fracas precipitações anuais e temperaturas suaves no Inverno. Por outro lado, é também uma barreira de condensação para os ventos húmidos do quadrante sul.
As precipitações médias anuais variam: nas zonas mais altas do concelho de Loulé são superiores aos 800 mm anuais, mas, à medida que nos aproximamos da fronteira com a Espanha, a oriente (vale do Guadiana), vão descendo, até serem inferiores a 500 mm anuais nas regiões do nordeste algarvio.

## Vegetação

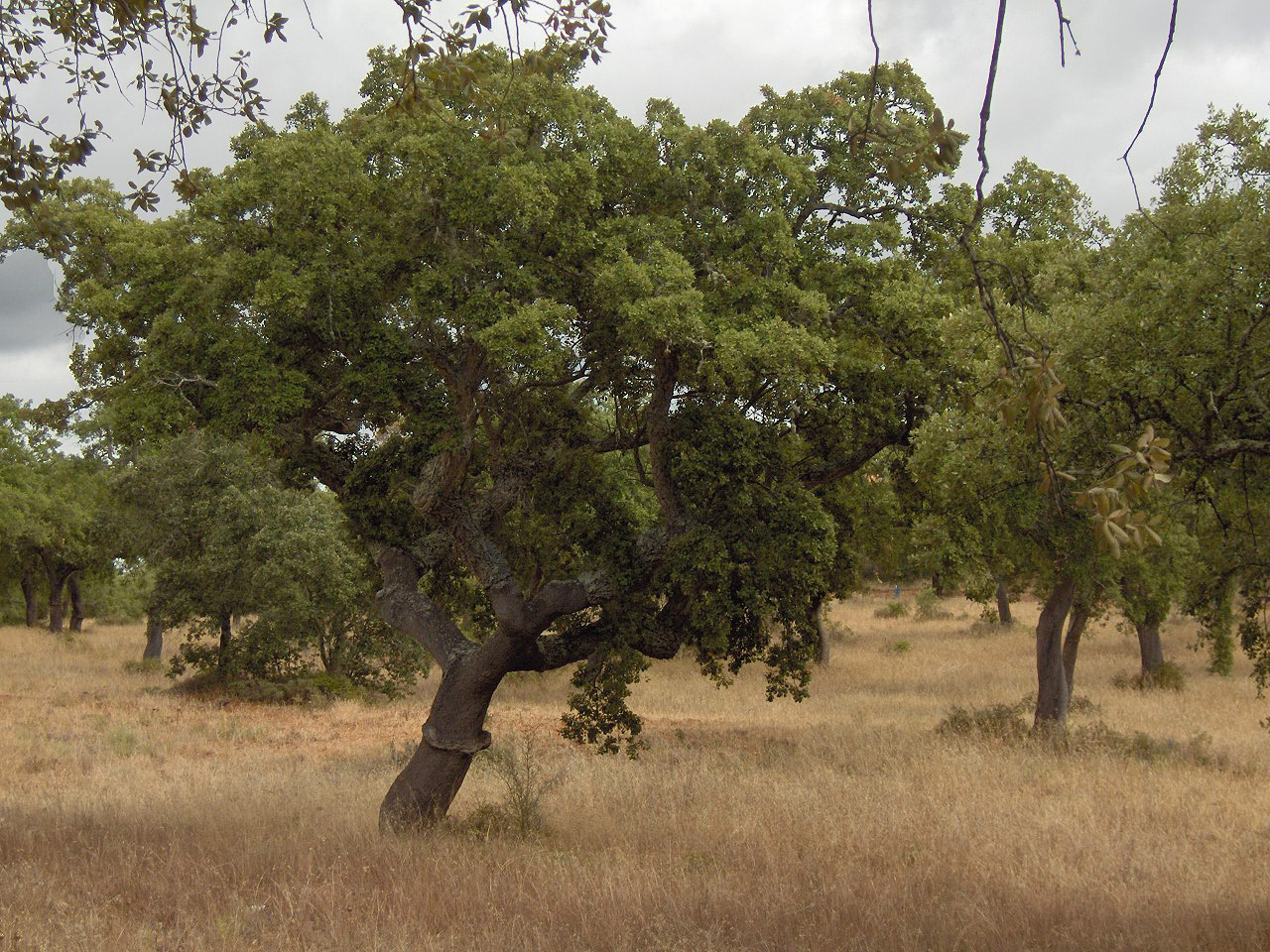
Sobreiro (Quercus suber)

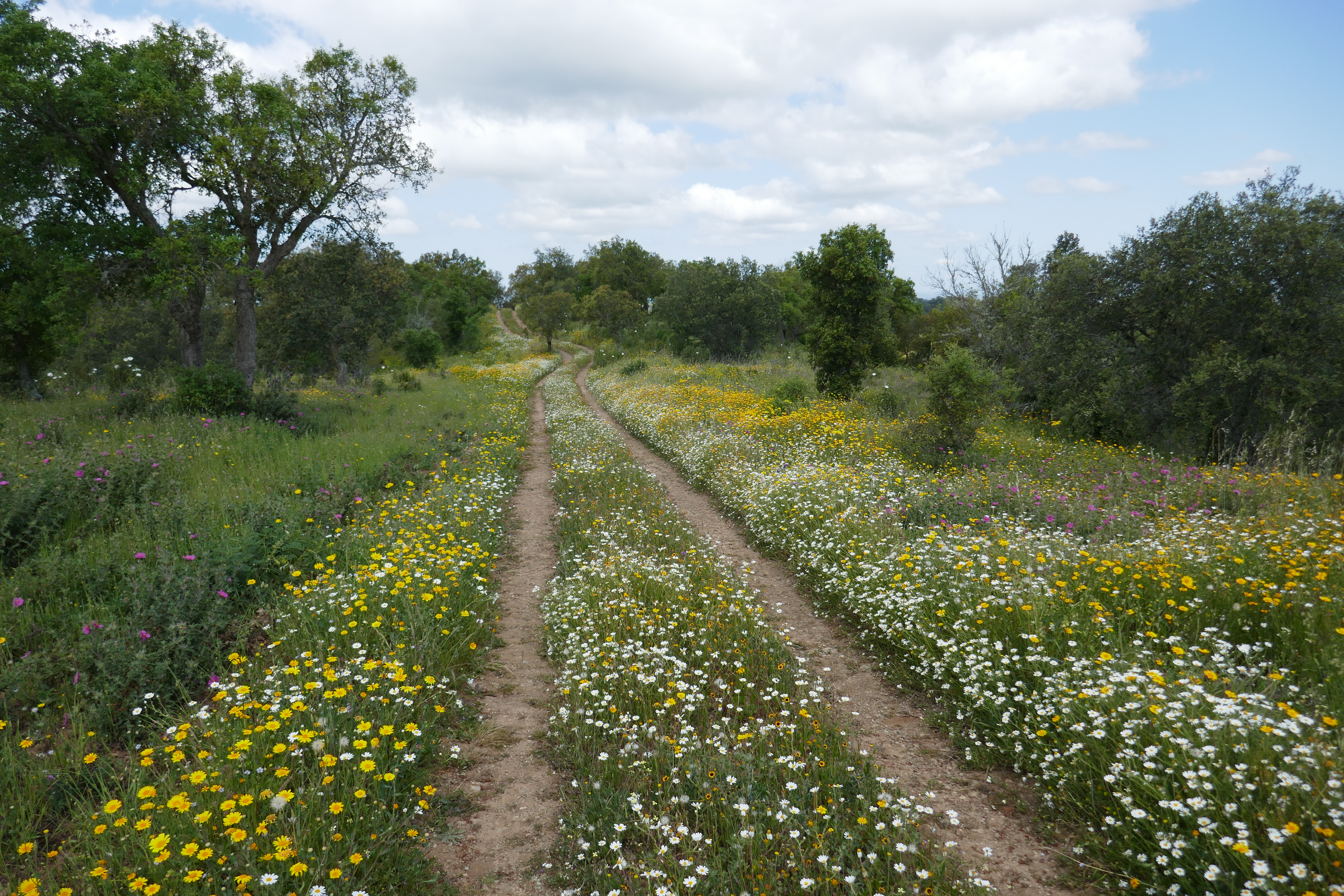
Caminho rural com flores na Serra do Caldeirão em São Barnabé (Almodôvar)

A vegetação natural da serra do Caldeirão é influenciada pelas variações climáticas. Nas zonas mais ocidentais da serra, predomina o sobreiro (Quercus suber), associado ao carvalho-cerquinho (Quercus faginea) e ao medronheiro (Arbutus unedo). Nas vertentes próximas do vale do Guadiana, predomina a azinheira (Quercus rotundifolia Lam.), associada ao sobreiro (que nestas regiões surge nas vertentes úmbrias próximas dos barrancos ou linhas de água), à aroeira (Pistacia lentiscus) e à palmeira-anã (Chamaerops humilis).
Ao longo dos séculos, o homem alterou esta paisagem, destruindo as florestas naturais para criar terrenos agrícolas e pastagens para o gado, do que resultou a paisagem atual, quase sem vegetação, onde predominam as estevas (arbustos do género Cistus), adaptadas aos solos entretanto destruídos pela erosão. A principal causa da erosão foram, na primeira metade do século XX, as campanhas do trigo e, com carácter recorrente, os incêndios: a destruição da vegetação natural sujeita os solos às chuvas torrenciais, que os arrastam, deixando exposta apenas a rocha nua; este processo é acelerado pela típica inclinação dos solos das serras, motivo pelo qual a desertificação natural é muito preocupante, nomeadamente nas vertentes mais orientais.
Os principais cursos de água são ladeados por galerias ripícolas, onde predomina o freixo (Fraxinus excelsior), associado a outras espécies menos frequentes, como o amieiro (Alnus glutinosa). Nos cursos de água mais pequenos, predomina a adelfeira.

## Fauna

### Mamíferos
- Lontra (Lutra lutra)
- Lobo-ibérico (Canis lupus signatus)
- Lince-ibérico (Lynx pardina)
- Veado (Cervus elaphus)
- Javali (Sus scrofa)
- Coelho (Orictolagus cuniculus)
- Lebre (Lepus capensis)
- Gineta (Genetta genetta);

### Aves

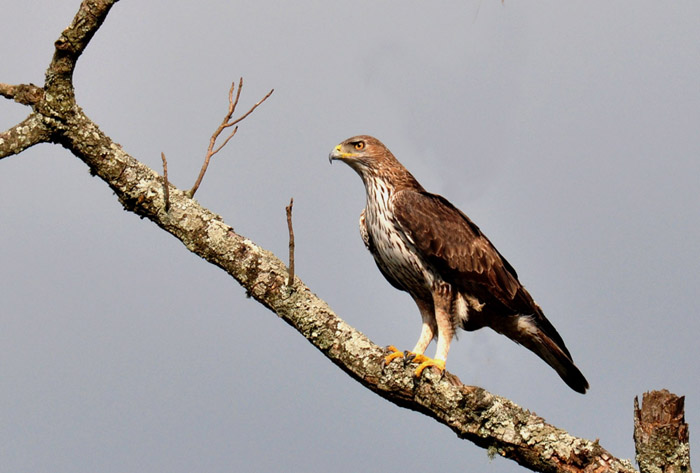
Águia-de-bonelli (Hieraaetus fasciatus)

Eram as seguintes as espécies mais notáveis da fauna tradicional:
- Águia-de-bonelli (Hieraaetus fasciatus)
- Águia-imperial-ibérica (Aquila heliaca adalberti)
- Cegonha-preta (Ciconia nigra)
- Abetarda (Otis tarda)
- Bufo-real (Bubo bubo);

### Batráquios
- Sapo-parteiro-ibérico (Alytes cisternasii);

### Peixes
- Saramugo (Anaecypris-hispanica).

O lobo-ibérico desapareceu em meados do século XX, bem como a águia-imperial-ibérica. O lince-ibérico pensa-se que desapareceu nos finais do século passado. Quanto à cegonha-negra, nidificava nas fragas da Foupana e do Vascão, mas de momento já não o faz. A abetarda surgia nas estepes planálticas do nordeste, e a águia-de-bonelli nidifica de momento em alguns pontos da serra, como no norte do concelho de São Brás de Alportel, junto da Ribeira de Odeleite.

## Ação humana
As culturas agrícolas predominantes na serra do Caldeirão são as de sequeiro – amendoeira, alfarrobeira e oliveira –, surgindo a cultura de árvores de fruto como a laranjeira e a nespereira próximo dos vales de alguns cursos de água. São ainda cultivados tremoços, grão-de-bico, trigo, aveia, cevada e centeio.
O gado predominante é o caprino. Segundo registos antigos, a raça de vaca algarvia já foi frequente na região, mas neste momento está praticamente extinta.
O povoamento remonta ao Neolítico, como testemunha a grande quantidade de vestígios pré-históricos. Existem diversas antas, tholos e restos de povoações, como a Anta da Mealha, próxima de Cachopo (concelho de Tavira) ou o castelo de Santa Justa (concelho de Alcoutim).
Houve uma intensa exploração mineira nesta serra desde o Neolítico, existindo vestígios de minas em bom estado no concelho de Alcoutim.
Os árabes exerceram grande influência na serra do Caldeirão. Introduziram a amendoeira e a laranjeira e estão na origem do atual tipo de povoamento, constituído por aldeias dispersas de pequenas dimensões – os montes –, com toponímias curiosas, normalmente baseadas em características físicas locais: Alcaria, Azinhal, Cabeça Gorda, Cumeada, Barranco do Velho, Ameixial. A memória da presença árabe permanece ainda a nível arquitetónico, de que são exemplos o castelo velho de Alcoutim ou o povoamento do Cerro das Relíquias, e a nível cultural (regionalismos, contos e lendas envolvendo mouras e mouros encantados).
A população da serra do Caldeirão viveu isolada durante séculos. Raramente ia ao litoral, e ainda hoje os serrenhos (designação pela qual são tratados os habitantes das serras algarvias) chamam «Algarve» às zonas baixas do litoral e do barrocal algarvios. Durante séculos, as notícias de fora eram trazidas pelos almocreves, juntamente com os produtos do litoral, como peixe e sal. Ainda na atualidade existem muitas marcas do modo de vida antigo, como azenhas, levadas, açudes, moinhos de ventos ou fornos. As casas típicas da serra do Caldeirão são feitas de pedra e caiadas de branco, com telhado de cana, normalmente de uma só água. As diversas funções dividem-se frequentemente por edifícios separados, não raro com uma única porta em cada um deles. Por vezes não se caiam os fornos e os palheiros.